# Relations entre le bouddhisme et les autres religions
Le bouddhisme coexiste et a souvent coexisté avec d'autres religions, le plus souvent de façon pacifique. Le bouddhisme est une voie personnelle, fondée sur le détachement, et n'a pas la prétention d'être la seule voie de salut. Il promeut la tolérance, la liberté de penser et le respect des opinions des autres comme des vertus bouddhiques.

## Tolérance et enrichissement inter-religieux
« On ne devrait pas honorer seulement sa propre religion et condamner les religions des autres sans motif valable ; ce faisant, on fait du tort autant à sa propre religion qu'à celle des autres. Le contact entre les religions est une bonne chose » (édit d'Ashoka n° XII).
Les textes témoignent de quelques exemples où le Bouddha aurait refusé de nouveaux disciples pour ne pas causer de peine à leur maître précédent, qu'ils souhaitaient quitter.

## Conflits où le bouddhisme est invoqué
L'éveil est une quête personnelle et non une exigence collective ; on ne lui connaît donc pas de guerre sainte. Les conflits de nature religieuse sont rares. Toutefois :
- en 1057 le roi birman Anawrata, moine monté sur le trône, fait la guerre au prince de Tathon (ville birmane du sud) qui refusait de lui donner une copie du canon pâli :
- les écoles du bouddhisme tibétain étant aussi nombreuses que les vallées, les divergences doctrinales entraînent d'innombrables escarmouches à mi-chemin entre la guerre civile et la guerre de religion, mettant en armes les bop-bop, moines policiers. La Chine et la Mongolie se lassent et imposent à partir du XVIe siècle l'autorité de l'école gelugpa (les vertueux) en imposant son chef, le dalaï-lama, comme souverain temporel.

Plus récemment, on a pu assister à des flambées de violence et d'intolérance dans des pays de culture bouddhiste, telles que les guerres ethniques au Sri Lanka dans les années 1980, dans lesquelles la religion entrait pour une certaine part.